# What You Need from Me
«What You Need from Me» (en español: «Qué necesitas de mí») es una canción a dúo grabada por la cantante galesa Bonnie Tyler, y el cantante y compositor estadounidense Vince Gill, para el decimosexto álbum de estudio de Tyler. Es la cuarta pista del álbum, Rocks and Honey (2013).

## Grabación y lanzamiento
La canción fue compuesta por los cantautores estadounidenses Jon Randall y Jessi Alexander y presentado a Bonnie Tyler y a su mánager cuando visitaron Nashville en 2011 en busca de nuevo material de los editores de música. Después de escuchar un demo de la canción, Tyler dijo que preferiría a cantar la canción a dúo, y se acercó a Vince Gill para ver si estaría interesado. «Él dijo que sí», Tyler explicó durante una entrevista sobre el álbum, «por lo que [grabamos la canción en] su estudio en Nashville».
La canción sonó por primera vez en la BBC Radio en Gales el 2 de agosto de 2012, cuando Tyler fue entrevistada por Roy Noble en su programa de radio. «What You Need from Me» fue también la primera pista de Rocks and Honey que se sonara en la radio. Después de grabar la canción, Tyler dijo a un amigo que la voz de ella y la de Gill, era una combinación de rocas y miel, lo que inspiró el nombre del álbum.

## Respuesta de la crítica
«What You Need from Me» recibió críticas mixtas. Norbert Schiegel de G + J Entertainment Media describió la canción como «sensacional», y Dirk Neuhaus del Country Rock Magazine lo calificó como un «circuito fantástico»; mientras que Adam Carroll lo escuchó y pensó que la canción era una de las pistas más débiles de Rocks and Honey, que describe la voz de Tyler como «áspero y golpeado» y que la voz de ella y la de Vince Gill no van bien juntos.